# Eliminacje do Mistrzostw Europy w Piłce Siatkowej Kobiet 2017
Eliminacje do Mistrzostw Europy w Piłce Siatkowej Kobiet 2017 odbywają się w trzech rundach kwalifikacyjnych, bierze w nich udział 29 reprezentacji. Eliminacje wyłonią 9 najlepszych zespołów, które awansują do Mistrzostw Europy w Piłce Siatkowej Kobiet 2017.
Bezpośredni awans jako gospodarz turnieju uzyskały reprezentacje Azerbejdżanu i Gruzji oraz 5 najlepszych reprezentacji Mistrzostw Europy 2015.

## System rozgrywek
Do turnieju finałowego Mistrzostw Europy awansuje 9 zespołów.
Eliminacje zostały podzielone na następujące rundy:
- Pierwsza runda: W tej fazie zagra 8 zespołów podzielonych na dwie grupy. Mecze toczyć się będą systemem kołowym. Do kolejnej rundy awansują zwycięzcy grup oraz najlepszy zespół z drugich miejsc.
- Druga runda: Do tej rundy dołączyły 3 zespoły, które przebrnęły pierwszą fazę kwalifikacji oraz 21 wyżej rozstawionych drużyn. Utworzonych zostało 6 grup po 4 drużyny w każdej. Każda z grup zagra dwa turnieje, a mecze odbywać się będą w systemie każdy z każdym. Zwycięzcy grup awansują bezpośrednio do turnieju finałowego, a zespoły z drugich miejsc awansują do rundy trzeciej.
- Trzecia runda: W tej rundzie zagra 6 drużyn, które w poprzedniej fazie zajęły drugie miejsca w swoich grupach. Utworzą się 3 pary. Każda z par zagra dwumecz, a jego zwycięzca uzupełni stawkę finalistów Mistrzostw Europy.

## Drużyny uczestniczące
| Rozstawienie                 | Drużyny | liczba zespołów |
| ---------------------------- | --- | --------------- |
| Zaczynają od pierwszej rundy | - Bośnia i Hercegowina - Czarnogóra - Dania - Estonia - Litwa - Luksemburg - Norwegia - Szwecja | 8               |
| Zaczynają od drugiej rundy   | - Austria - Belgia - Białoruś - Bułgaria - Chorwacja - Czechy - Finlandia - Francja - Grecja - Hiszpania - Izrael - Łotwa - Polska - Portugalia - Rumunia - Słowacja - Słowenia - Ukraina - Węgry - Włochy - Szwajcaria | 21              |

## Pierwsza runda

### Grupa 1
Tallinn
Tabela
| Lp. | Drużyna    | Mecze | Mecze   | Mecze   | Pkt | Sety | Sety | Sety  | Małe punkty | Małe punkty | Małe punkty |
| Lp. | Drużyna    | M     | W (3:2) | P (2:3) | Pkt | wyg. | prz. | ratio | zdob.       | str.        | ratio       |
| --- | ---------- | ----- | ------- | ------- | --- | ---- | ---- | ----- | ----------- | ----------- | ----------- |
| 1   | Estonia    | 3     | 3 (1)   | 0 (0)   | 8   | 9    | 2    | 4.500 | 251         | 192         | 1.307       |
| 2   | Szwecja    | 3     | 2 (0)   | 1 (1)   | 7   | 8    | 4    | 2.000 | 270         | 231         | 1.169       |
| 3   | Dania      | 3     | 1 (0)   | 2 (0)   | 3   | 4    | 6    | 0.667 | 198         | 219         | 0.904       |
| 4   | Luksemburg | 3     | 0 (0)   | 3 (0)   | 0   | 0    | 9    | 0.000 | 148         | 225         | 0.658       |

Źródło: cev.lu
Punktacja: 3:0 i 3:1 – 3 pkt; 3:2 – 2 pkt; 2:3 – 1 pkt; 1:3 i 0:3 – 0 pkt
Zasady ustalania kolejności: 1. liczba zwycięstw; 2. liczba punktów; 3. stosunek setów; 4. stosunek małych punktów; 5. bilans w bezpośrednich meczach
     awans do drugiej rundy kwalifikacji
     ranking drużyn z drugich miejsc
Wyniki
| Data  | Godz. | Drużyna 1  | Wynik | Drużyna 2  | 1     | 2     | 3     | 4     | 5     | Widzów | * |
| ----- | ----- | ---------- | ----- | ---------- | ----- | ----- | ----- | ----- | ----- | ------ | - |
| 20.05 | 15:30 | Dania      | 1:3   | Szwecja    | 10:25 | 25:19 | 25:27 | 16:25 |       | 100    | 1 |
| 20.05 | 18:00 | Estonia    | 3:0   | Luksemburg | 25:18 | 25:16 | 25:12 |       |       | 450    | 2 |
| 21.05 | 15:30 | Szwecja    | 3:0   | Luksemburg | 25:19 | 25:19 | 25:16 |       |       | 100    | 3 |
| 21.05 | 18:00 | Dania      | 0:3   | Estonia    | 13:25 | 17:25 | 17:25 |       |       | 500    | 4 |
| 22.05 | 15:30 | Luksemburg | 0:3   | Dania      | 14:25 | 17:25 | 17:25 |       |       | 100    | 5 |
| 22.05 | 18:00 | Szwecja    | 2:3   | Estonia    | 25:16 | 25:17 | 16:25 | 17:25 | 16:18 | 700    | 6 |

### Grupa 2
Olita
Tabela
| Lp. | Drużyna              | Mecze | Mecze   | Mecze   | Pkt | Sety | Sety | Sety  | Małe punkty | Małe punkty | Małe punkty |
| Lp. | Drużyna              | M     | W (3:2) | P (2:3) | Pkt | wyg. | prz. | ratio | zdob.       | str.        | ratio       |
| --- | -------------------- | ----- | ------- | ------- | --- | ---- | ---- | ----- | ----------- | ----------- | ----------- |
| 1   | Bośnia i Hercegowina | 3     | 3 (2)   | 0 (0)   | 7   | 9    | 4    | 2.250 | 285         | 233         | 1.223       |
| 2   | Czarnogóra           | 3     | 2 (0)   | 1 (1)   | 7   | 8    | 4    | 2.000 | 278         | 234         | 1.188       |
| 3   | Norwegia             | 3     | 1 (1)   | 2 (0)   | 2   | 3    | 8    | 0.375 | 194         | 260         | 0.746       |
| 4   | Litwa                | 3     | 0 (0)   | 3 (2)   | 2   | 5    | 9    | 0.556 | 273         | 303         | 0.901       |

Źródło: cev.lu
Punktacja: 3:0 i 3:1 – 3 pkt; 3:2 – 2 pkt; 2:3 – 1 pkt; 1:3 i 0:3 – 0 pkt
Zasady ustalania kolejności: 1. liczba zwycięstw; 2. liczba punktów; 3. stosunek setów; 4. stosunek małych punktów; 5. bilans w bezpośrednich meczach
     awans do drugiej rundy kwalifikacji
     ranking drużyn z drugich miejsc
Wyniki
| Data  | Godz. | Drużyna 1            | Wynik | Drużyna 2            | 1     | 2     | 3     | 4     | 5     | Widzów | * |
| ----- | ----- | -------------------- | ----- | -------------------- | ----- | ----- | ----- | ----- | ----- | ------ | - |
| 20.05 | 15:30 | Norwegia             | 0:3   | Bośnia i Hercegowina | 19:25 | 13:25 | 11:25 |       |       | 100    | 1 |
| 20.05 | 18:00 | Litwa                | 1:3   | Czarnogóra           | 19:25 | 22:25 | 25:22 | 13:25 |       | 120    | 2 |
| 21.05 | 15:30 | Bośnia i Hercegowina | 3:2   | Czarnogóra           | 25:23 | 25:27 | 13:25 | 25:22 | 15:9  | 70     | 3 |
| 21.05 | 18:00 | Norwegia             | 3:2   | Litwa                | 20:25 | 12:25 | 27:25 | 25:23 | 15:12 | 110    | 4 |
| 22.05 | 15:30 | Czarnogóra           | 3:0   | Norwegia             | 25:19 | 25:18 | 25:15 |       |       | 50     | 5 |
| 22.05 | 18:00 | Bośnia i Hercegowina | 3:2   | Litwa                | 21:25 | 21:25 | 25:8  | 25:18 | 15:8  | 80     | 6 |

### Ranking drużyn z drugich miejsc
| Lp. | Drużyna    | Mecze | Mecze   | Mecze   | Pkt | Sety | Sety | Sety  | Małe punkty | Małe punkty | Małe punkty |
| Lp. | Drużyna    | M     | W (3:2) | P (2:3) | Pkt | wyg. | prz. | ratio | zdob.       | str.        | ratio       |
| --- | ---------- | ----- | ------- | ------- | --- | ---- | ---- | ----- | ----------- | ----------- | ----------- |
| 1   | Czarnogóra | 3     | 2 (0)   | 1 (1)   | 7   | 8    | 4    | 2.000 | 278         | 234         | 1.188       |
| 2   | Szwecja    | 3     | 2 (0)   | 1 (1)   | 7   | 8    | 4    | 2.000 | 270         | 231         | 1.169       |

Źródło: cev.lu
Punktacja: 3:0 i 3:1 – 3 pkt; 3:2 – 2 pkt; 2:3 – 1 pkt; 1:3 i 0:3 – 0 pkt
Zasady ustalania kolejności: 1. liczba zwycięstw; 2. liczba punktów; 3. stosunek setów; 4. stosunek małych punktów; 5. bilans w bezpośrednich meczach
     awans do drugiej rundy kwalifikacji

## Druga runda

### Grupa A
Tabela
| Lp. | Drużyna | Mecze | Mecze   | Mecze   | Pkt | Sety | Sety | Sety  | Małe punkty | Małe punkty | Małe punkty |
| Lp. | Drużyna | M     | W (3:2) | P (2:3) | Pkt | wyg. | prz. | ratio | zdob.       | str.        | ratio       |
| --- | ------- | ----- | ------- | ------- | --- | ---- | ---- | ----- | ----------- | ----------- | ----------- |
| 1   | Włochy  | 6     | 6 (1)   | 0 (0)   | 17  | 18   | 3    | 6.000 | 499         | 332         | 1.503       |
| 2   | Ukraina | 6     | 4 (0)   | 2 (1)   | 13  | 15   | 6    | 2.500 | 462         | 359         | 1.287       |
| 3   | Austria | 6     | 2 (1)   | 4 (0)   | 5   | 6    | 14   | 0.429 | 375         | 447         | 0.839       |
| 4   | Łotwa   | 6     | 0 (0)   | 6 (1)   | 1   | 2    | 18   | 0.111 | 288         | 486         | 0.593       |

Źródło: cev.lu
Punktacja: 3:0 i 3:1 – 3 pkt; 3:2 – 2 pkt; 2:3 – 1 pkt; 1:3 i 0:3 – 0 pkt
Zasady ustalania kolejności: 1. liczba zwycięstw; 2. liczba punktów; 3. stosunek setów; 4. stosunek małych punktów; 5. bilans w bezpośrednich meczach
     awans do Mistrzostw Europy 2017
     awans do baraży
Wyniki
I Turniej
 Jużne
| Data   | Godz. | Drużyna 1 | Wynik | Drużyna 2 | 1     | 2     | 3     | 4     | 5     | Widzów | * |
| ------ | ----- | --------- | ----- | --------- | ----- | ----- | ----- | ----- | ----- | ------ | - |
| 16.09. | 15:00 | Austria   | 0:3   | Ukraina   | 24:26 | 13:25 | 13:25 |       |       | 1300   | 1 |
| 16.09. | 17:30 | Włochy    | 3:0   | Łotwa     | 25:12 | 25:15 | 25:6  |       |       | 700    | 2 |
| 17.09. | 15:00 | Ukraina   | 3:0   | Łotwa     | 25:10 | 25:14 | 25:17 |       |       | 650    | 3 |
| 17.09. | 17:30 | Austria   | 0:3   | Włochy    | 14:25 | 12:25 | 22:25 |       |       | 300    | 4 |
| 18.09. | 15:00 | Ukraina   | 2:3   | Włochy    | 17:25 | 25:21 | 25:19 | 11:25 | 12:15 | 1550   | 5 |
| 18.09. | 17:30 | Łotwa     | 2:3   | Austria   | 18:25 | 25:23 | 25:23 | 13:25 | 11:15 | 150    | 6 |

II Turniej
 Montecatini Terme
| Data   | Godz. | Drużyna 1 | Wynik | Drużyna 2 | 1     | 2     | 3     | 4     | 5 | Widzów | * |
| ------ | ----- | --------- | ----- | --------- | ----- | ----- | ----- | ----- | - | ------ | - |
| 23.09. | 17:00 | Łotwa     | 0:3   | Ukraina   | 12:25 | 9:25  | 12:25 |       |   | 120    | 1 |
| 23.09. | 20:30 | Włochy    | 3:0   | Austria   | 25:15 | 26:24 | 25:15 |       |   | 1050   | 2 |
| 24.09. | 17:00 | Ukraina   | 3:0   | Austria   | 25:15 | 25:12 | 25:10 |       |   | 1550   | 3 |
| 24.09. | 20:30 | Łotwa     | 0:3   | Włochy    | 8:25  | 13:25 | 15:25 |       |   | 3250   | 4 |
| 25.09. | 17:00 | Austria   | 3:0   | Łotwa     | 25:19 | 25:18 | 25:16 |       |   | 370    | 5 |
| 25.09. | 20:30 | Ukraina   | 1:3   | Włochy    | 11:25 | 25:18 | 20:25 | 15:25 |   | 2110   | 6 |

### Grupa B
Tabela
| Lp. | Drużyna              | Mecze | Mecze   | Mecze   | Pkt | Sety | Sety | Sety  | Małe punkty | Małe punkty | Małe punkty |
| Lp. | Drużyna              | M     | W (3:2) | P (2:3) | Pkt | wyg. | prz. | ratio | zdob.       | str.        | ratio       |
| --- | -------------------- | ----- | ------- | ------- | --- | ---- | ---- | ----- | ----------- | ----------- | ----------- |
| 1   | Belgia               | 6     | 6 (1)   | 0 (0)   | 17  | 18   | 3    | 6.000 | 516         | 363         | 1.421       |
| 2   | Hiszpania            | 6     | 3 (0)   | 3 (1)   | 10  | 12   | 9    | 1.333 | 489         | 456         | 1.072       |
| 3   | Francja              | 6     | 3 (0)   | 3 (0)   | 9   | 10   | 11   | 0.909 | 457         | 477         | 0.958       |
| 4   | Bośnia i Hercegowina | 6     | 0 (0)   | 6 (0)   | 0   | 1    | 18   | 0.056 | 305         | 471         | 0.648       |

Źródło: cev.lu
Punktacja: 3:0 i 3:1 – 3 pkt; 3:2 – 2 pkt; 2:3 – 1 pkt; 1:3 i 0:3 – 0 pkt
Zasady ustalania kolejności: 1. liczba zwycięstw; 2. liczba punktów; 3. stosunek setów; 4. stosunek małych punktów; 5. bilans w bezpośrednich meczach
     awans do Mistrzostw Europy 2017
     awans do baraży
Wyniki
I Turniej
 Bordeaux
| Data   | Godz. | Drużyna 1            | Wynik | Drużyna 2            | 1     | 2     | 3     | 4     | 5     | Widzów | * |
| ------ | ----- | -------------------- | ----- | -------------------- | ----- | ----- | ----- | ----- | ----- | ------ | - |
| 16.09. | 17:00 | Bośnia i Hercegowina | 0:3   | Hiszpania            | 18:25 | 17:25 | 15:25 |       |       | 200    | 1 |
| 16.09. | 20:00 | Francja              | 1:3   | Belgia               | 20:25 | 26:24 | 17:25 | 23:25 |       | 800    | 2 |
| 17.09. | 17:00 | Hiszpania            | 2:3   | Belgia               | 15:25 | 25:19 | 25:22 | 21:25 | 11:15 | 300    | 3 |
| 17.09. | 20:00 | Bośnia i Hercegowina | 0:3   | Francja              | 13:25 | 18:25 | 19:25 |       |       | 900    | 4 |
| 18.09. | 17:00 | Belgia               | 3:0   | Bośnia i Hercegowina | 25:3  | 25:9  | 28:26 |       |       | 200    | 5 |
| 18.09. | 20:00 | Hiszpania            | 3:0   | Francja              | 25:14 | 25:22 | 25:19 |       |       | 1000   | 6 |

II Turniej
 Merksem
| Data   | Godz. | Drużyna 1            | Wynik | Drużyna 2            | 1     | 2     | 3     | 4     | 5 | Widzów | * |
| ------ | ----- | -------------------- | ----- | -------------------- | ----- | ----- | ----- | ----- | - | ------ | - |
| 22.09. | 15:00 | Hiszpania            | 3:0   | Bośnia i Hercegowina | 25:22 | 25:18 | 25:16 |       |   | 325    | 1 |
| 22.09. | 20:00 | Francja              | 0:3   | Belgia               | 15:25 | 12:25 | 15:25 |       |   | 1850   | 2 |
| 23.09. | 17:30 | Bośnia i Hercegowina | 1:3   | Francja              | 23:25 | 25:18 | 15:25 | 22:25 |   | 225    | 3 |
| 24.09. | 15:00 | Belgia               | 3:0   | Bośnia i Hercegowina | 25:13 | 25:8  | 25:5  |       |   | 3500   | 4 |
| 24.09. | 20:00 | Hiszpania            | 1:3   | Francja              | 20:25 | 33:31 | 23:25 | 17:25 |   | 410    | 5 |
| 25.09. | 17:30 | Belgia               | 3:0   | Hiszpania            | 25:20 | 29:27 | 29:27 |       |   | 4450   | 6 |

### Grupa C
Tabela
| Lp. | Drużyna   | Mecze | Mecze   | Mecze   | Pkt | Sety | Sety | Sety  | Małe punkty | Małe punkty | Małe punkty |
| Lp. | Drużyna   | M     | W (3:2) | P (2:3) | Pkt | wyg. | prz. | ratio | zdob.       | str.        | ratio       |
| --- | --------- | ----- | ------- | ------- | --- | ---- | ---- | ----- | ----------- | ----------- | ----------- |
| 1   | Polska    | 6     | 6 (0)   | 0 (0)   | 18  | 18   | 2    | 9.000 | 493         | 373         | 1.322       |
| 2   | Węgry     | 6     | 4 (2)   | 2 (0)   | 10  | 13   | 12   | 1.083 | 531         | 533         | 0.996       |
| 3   | Finlandia | 6     | 1 (1)   | 5 (2)   | 4   | 9    | 17   | 0.529 | 534         | 581         | 0.919       |
| 4   | Estonia   | 6     | 1 (1)   | 5 (2)   | 4   | 8    | 17   | 0.471 | 479         | 550         | 0.871       |

Źródło: cev.lu
Punktacja: 3:0 i 3:1 – 3 pkt; 3:2 – 2 pkt; 2:3 – 1 pkt; 1:3 i 0:3 – 0 pkt
Zasady ustalania kolejności: 1. liczba zwycięstw; 2. liczba punktów; 3. stosunek setów; 4. stosunek małych punktów; 5. bilans w bezpośrednich meczach
     awans do Mistrzostw Europy 2017
     awans do baraży
Wyniki
I Turniej
 Érd
| Data   | Godz. | Drużyna 1 | Wynik | Drużyna 2 | 1     | 2     | 3     | 4     | 5     | Widzów | * |
| ------ | ----- | --------- | ----- | --------- | ----- | ----- | ----- | ----- | ----- | ------ | - |
| 16.09. | 16:00 | Finlandia | 0:3   | Polska    | 19:25 | 16:25 | 21:25 |       |       | 172    | 1 |
| 16.09. | 18:30 | Węgry     | 3:1   | Estonia   | 25:19 | 25:22 | 16:25 | 25:11 |       | 476    | 2 |
| 17.09. | 16:00 | Polska    | 3:0   | Estonia   | 25:17 | 25:16 | 25:17 |       |       | 153    | 3 |
| 17.09. | 18:30 | Finlandia | 1:3   | Węgry     | 27:25 | 19:25 | 19:25 | 20:25 |       | 658    | 4 |
| 18.09. | 16:00 | Estonia   | 3:2   | Finlandia | 25:13 | 22:25 | 20:25 | 25:20 | 15:11 | 255    | 5 |
| 18.09. | 18:30 | Polska    | 3:1   | Węgry     | 23:25 | 25:14 | 25:20 | 25:22 |       | 773    | 6 |

II Turniej
 Bielsko-Biała
| Data   | Godz. | Drużyna 1 | Wynik | Drużyna 2 | 1     | 2     | 3     | 4     | 5     | Widzów | * |
| ------ | ----- | --------- | ----- | --------- | ----- | ----- | ----- | ----- | ----- | ------ | - |
| 23.09. | 17:30 | Finlandia | 2:3   | Węgry     | 23:25 | 25:18 | 23:25 | 25:22 | 9:15  | 240    | 1 |
| 23.09. | 20:00 | Polska    | 3:0   | Estonia   | 25:19 | 25:17 | 25:17 |       |       | 540    | 2 |
| 24.09. | 17:30 | Węgry     | 3:2   | Estonia   | 25:16 | 20:25 | 23:25 | 25:14 | 15:13 | 160    | 3 |
| 24.09. | 20:00 | Finlandia | 1:3   | Polska    | 23:25 | 25:20 | 20:25 | 19:25 |       | 890    | 4 |
| 25.09. | 17:30 | Estonia   | 2:3   | Finlandia | 21:25 | 25:20 | 15:25 | 25:22 | 13:15 | 140    | 5 |
| 25.09. | 20:00 | Węgry     | 0:3   | Polska    | 18:25 | 18:25 | 10:25 |       |       | 720    | 6 |

### Grupa D
Tabela
| Lp. | Drużyna    | Mecze | Mecze   | Mecze   | Pkt | Sety | Sety | Sety   | Małe punkty | Małe punkty | Małe punkty |
| Lp. | Drużyna    | M     | W (3:2) | P (2:3) | Pkt | wyg. | prz. | ratio  | zdob.       | str.        | ratio       |
| --- | ---------- | ----- | ------- | ------- | --- | ---- | ---- | ------ | ----------- | ----------- | ----------- |
| 1   | Chorwacja  | 6     | 6 (0)   | 0 (0)   | 18  | 18   | 1    | 18.000 | 481         | 362         | 1.329       |
| 2   | Słowacja   | 6     | 4 (0)   | 2 (0)   | 12  | 12   | 10   | 1.200  | 492         | 479         | 1.027       |
| 3   | Portugalia | 6     | 2 (0)   | 4 (0)   | 6   | 8    | 13   | 0.615  | 440         | 481         | 0.915       |
| 4   | Izrael     | 6     | 0 (0)   | 6 (0)   | 0   | 4    | 18   | 0.222  | 457         | 548         | 0.834       |

Źródło: cev.lu
Punktacja: 3:0 i 3:1 – 3 pkt; 3:2 – 2 pkt; 2:3 – 1 pkt; 1:3 i 0:3 – 0 pkt
Zasady ustalania kolejności: 1. liczba zwycięstw; 2. liczba punktów; 3. stosunek setów; 4. stosunek małych punktów; 5. bilans w bezpośrednich meczach
     awans do Mistrzostw Europy 2017
     awans do baraży
Wyniki
I Turniej
 Póvoa de Varzim
| Data   | Godz. | Drużyna 1  | Wynik | Drużyna 2  | 1     | 2     | 3     | 4     | 5 | Widzów | * |
| ------ | ----- | ---------- | ----- | ---------- | ----- | ----- | ----- | ----- | - | ------ | - |
| 16.09. | 17:00 | Słowacja   | 0:3   | Chorwacja  | 12:25 | 15:25 | 18:25 |       |   | 50     | 1 |
| 16.09. | 20:00 | Portugalia | 3:0   | Izrael     | 25:15 | 26:24 | 28:26 |       |   | 400    | 2 |
| 17.09. | 16:00 | Chorwacja  | 3:0   | Izrael     | 25:9  | 25:21 | 27:25 |       |   | 50     | 3 |
| 17.09. | 19:00 | Słowacja   | 3:1   | Portugalia | 25:19 | 25:17 | 23:25 | 25:21 |   | 1200   | 4 |
| 18.09. | 16:00 | Izrael     | 1:3   | Słowacja   | 17:25 | 25:18 | 20:25 | 21:25 |   | 50     | 5 |
| 18.09. | 19:00 | Chorwacja  | 3:0   | Portugalia | 25:15 | 25:17 | 25:18 |       |   | 1500   | 6 |

II Turniej
 Rovinj
| Data   | Godz. | Drużyna 1  | Wynik | Drużyna 2  | 1     | 2     | 3     | 4     | 5 | Widzów | * |
| ------ | ----- | ---------- | ----- | ---------- | ----- | ----- | ----- | ----- | - | ------ | - |
| 22.09. | 15:00 | Słowacja   | 3:1   | Izrael     | 25:15 | 25:23 | 21:25 | 27:25 |   | 30     | 1 |
| 23.09. | 15:00 | Portugalia | 3:1   | Izrael     | 25:19 | 23:25 | 25:19 | 25:12 |   | 55     | 2 |
| 23.09. | 20:00 | Chorwacja  | 3:0   | Słowacja   | 25:21 | 25:20 | 26:24 |       |   | 455    | 3 |
| 24.09. | 20:00 | Chorwacja  | 3:0   | Portugalia | 25:21 | 25:15 | 25:20 |       |   | 365    | 4 |
| 25.09. | 15:00 | Słowacja   | 3:1   | Portugalia | 25:19 | 25:14 | 18:25 | 25:17 |   | 50     | 5 |
| 25.09. | 20:00 | Izrael     | 1:3   | Chorwacja  | 26:28 | 15:25 | 26:24 | 24:26 |   | 225    | 6 |

### Grupa E
Tabela
| Lp. | Drużyna    | Mecze | Mecze   | Mecze   | Pkt | Sety | Sety | Sety  | Małe punkty | Małe punkty | Małe punkty |
| Lp. | Drużyna    | M     | W (3:2) | P (2:3) | Pkt | wyg. | prz. | ratio | zdob.       | str.        | ratio       |
| --- | ---------- | ----- | ------- | ------- | --- | ---- | ---- | ----- | ----------- | ----------- | ----------- |
| 1   | Bułgaria   | 6     | 6 (1)   | 0 (0)   | 17  | 18   | 3    | 6.000 | 509         | 361         | 1.410       |
| 2   | Rumunia    | 6     | 3 (0)   | 3 (0)   | 9   | 10   | 10   | 1.000 | 437         | 424         | 1.031       |
| 3   | Czarnogóra | 6     | 2 (0)   | 4 (1)   | 7   | 9    | 14   | 0.643 | 457         | 525         | 0.870       |
| 4   | Szwajcaria | 6     | 1 (1)   | 5 (1)   | 3   | 7    | 17   | 0.412 | 452         | 545         | 0.829       |

Źródło: cev.lu
Punktacja: 3:0 i 3:1 – 3 pkt; 3:2 – 2 pkt; 2:3 – 1 pkt; 1:3 i 0:3 – 0 pkt
Zasady ustalania kolejności: 1. liczba zwycięstw; 2. liczba punktów; 3. stosunek setów; 4. stosunek małych punktów; 5. bilans w bezpośrednich meczach
     awans do Mistrzostw Europy 2017
     awans do baraży
Wyniki
I Turniej
 Sofia
| Data   | Godz. | Drużyna 1  | Wynik | Drużyna 2  | 1     | 2     | 3     | 4     | 5     | Widzów | * |
| ------ | ----- | ---------- | ----- | ---------- | ----- | ----- | ----- | ----- | ----- | ------ | - |
| 16.09. | 14:30 | Czarnogóra | 3:1   | Rumunia    | 25:23 | 25:21 | 21:25 | 25:19 |       | 100    | 1 |
| 16.09. | 17:00 | Bułgaria   | 3:0   | Szwajcaria | 25:18 | 25:13 | 25:14 |       |       | 400    | 2 |
| 17.09. | 14:30 | Rumunia    | 3:1   | Szwajcaria | 25:23 | 19:25 | 25:20 | 25:22 |       | 50     | 3 |
| 17.09. | 17:00 | Czarnogóra | 0:3   | Bułgaria   | 18:25 | 19:25 | 11:25 |       |       | 500    | 4 |
| 18.09. | 14:30 | Szwajcaria | 3:2   | Czarnogóra | 16:25 | 25:12 | 25:20 | 23:25 | 15:13 | 50     | 5 |
| 18.09. | 17:00 | Rumunia    | 0:3   | Bułgaria   | 22:25 | 15:25 | 20:25 |       |       | 600    | 6 |

II Turniej
 Piatra Neamț
| Data   | Godz. | Drużyna 1  | Wynik | Drużyna 2  | 1     | 2     | 3     | 4     | 5     | Widzów | * |
| ------ | ----- | ---------- | ----- | ---------- | ----- | ----- | ----- | ----- | ----- | ------ | - |
| 22.09. | 16:00 | Szwajcaria | 0:3   | Rumunia    | 12:25 | 11:25 | 14:25 |       |       | 720    | 1 |
| 22.09. | 18:45 | Bułgaria   | 3:1   | Czarnogóra | 26:28 | 25:11 | 25:12 | 25:18 |       | 100    | 2 |
| 23.09. | 16:00 | Rumunia    | 3:0   | Czarnogóra | 25:17 | 25:19 | 25:15 |       |       | 800    | 3 |
| 23.09. | 18:45 | Szwajcaria | 2:3   | Bułgaria   | 25:20 | 17:25 | 25:23 | 15:25 | 12:15 | 70     | 4 |
| 24.09. | 16:00 | Rumunia    | 0:3   | Bułgaria   | 18:25 | 8:25  | 22:25 |       |       | 900    | 5 |
| 24.09. | 18:45 | Czarnogóra | 3:1   | Szwajcaria | 25:21 | 23:25 | 25:16 | 25:20 |       | 60     | 6 |

### Grupa F
Tabela
| Lp. | Drużyna  | Mecze | Mecze   | Mecze   | Pkt | Sety | Sety | Sety  | Małe punkty | Małe punkty | Małe punkty |
| Lp. | Drużyna  | M     | W (3:2) | P (2:3) | Pkt | wyg. | prz. | ratio | zdob.       | str.        | ratio       |
| --- | -------- | ----- | ------- | ------- | --- | ---- | ---- | ----- | ----------- | ----------- | ----------- |
| 1   | Białoruś | 6     | 5 (3)   | 1 (1)   | 13  | 17   | 9    | 1.889 | 569         | 523         | 1.088       |
| 2   | Czechy   | 6     | 4 (1)   | 2 (1)   | 12  | 15   | 8    | 1.875 | 531         | 456         | 1.164       |
| 3   | Słowenia | 6     | 3 (1)   | 3 (1)   | 9   | 11   | 13   | 0.846 | 504         | 509         | 0.990       |
| 4   | Grecja   | 6     | 0 (0)   | 6 (2)   | 2   | 5    | 18   | 0.278 | 428         | 544         | 0.787       |

Źródło: cev.lu
Punktacja: 3:0 i 3:1 – 3 pkt; 3:2 – 2 pkt; 2:3 – 1 pkt; 1:3 i 0:3 – 0 pkt
Zasady ustalania kolejności: 1. liczba zwycięstw; 2. liczba punktów; 3. stosunek setów; 4. stosunek małych punktów; 5. bilans w bezpośrednich meczach
     awans do Mistrzostw Europy 2017
     awans do baraży
Wyniki
I Turniej
 Brno
| Data   | Godz. | Drużyna 1 | Wynik | Drużyna 2 | 1     | 2     | 3     | 4     | 5     | Widzów | * |
| ------ | ----- | --------- | ----- | --------- | ----- | ----- | ----- | ----- | ----- | ------ | - |
| 16.09. | 15:00 | Słowenia  | 2:3   | Białoruś  | 25:13 | 25:20 | 16:25 | 20:25 | 12:15 | 50     | 1 |
| 16.09. | 18:00 | Czechy    | 3:0   | Grecja    | 25:12 | 25:20 | 25:15 |       |       | 300    | 2 |
| 17.09. | 15:00 | Białoruś  | 3:2   | Grecja    | 25:16 | 25:14 | 22:25 | 24:26 | 15:12 | 100    | 3 |
| 17.09. | 18:00 | Słowenia  | 0:3   | Czechy    | 20:25 | 16:25 | 13:25 |       |       | 2500   | 4 |
| 18.09. | 15:00 | Grecja    | 1:3   | Słowenia  | 16:25 | 25:21 | 20:25 | 8:25  |       | 50     | 5 |
| 18.09. | 18:00 | Białoruś  | 3:2   | Czechy    | 20:25 | 25:22 | 19:25 | 26:24 | 15:10 | 1000   | 6 |

II Turniej
 Maribor
| Data   | Godz. | Drużyna 1 | Wynik | Drużyna 2 | 1     | 2     | 3     | 4     | 5    | Widzów | * |
| ------ | ----- | --------- | ----- | --------- | ----- | ----- | ----- | ----- | ---- | ------ | - |
| 23.09. | 16:00 | Białoruś  | 2:3   | Czechy    | 24:26 | 24:26 | 25:22 | 25:21 | 7:15 | 80     | 1 |
| 23.09. | 19:00 | Słowenia  | 3:2   | Grecja    | 23:25 | 25:20 | 26:24 | 23:25 | 15:8 | 400    | 2 |
| 24.09. | 16:00 | Czechy    | 3:0   | Grecja    | 25:20 | 25:13 | 25:22 |       |      | 80     | 3 |
| 24.09. | 19:00 | Białoruś  | 3:0   | Słowenia  | 25:21 | 25:17 | 25:16 |       |      | 600    | 4 |
| 25.09. | 16:00 | Grecja    | 0:3   | Białoruś  | 22:25 | 21:25 | 19:25 |       |      | 50     | 5 |
| 25.09. | 19:00 | Czechy    | 1:3   | Słowenia  | 24:26 | 25:19 | 20:25 | 21:25 |      | 400    | 6 |

## Trzecia runda – baraże
| Drużyna 1                            | Wynik dwumeczu | Drużyna 2 | Pierwszy mecz | Drugi mecz |
| ------------------------------------ | -------------- | --------- | ------------- | ---------- |
| Rumunia                              | złoty set      | Węgry     | 3:0           | 1:3        |
| Czechy                               | 5:3            | Słowacja  | 3:0           | 2:3        |
| Ukraina                              | 5:4            | Hiszpania | 2:3           | 3:1        |
| Po lewej gospodarz pierwszego meczu. |                |           |               |            |

### Wyniki meczów
| Data   | Godz. | Drużyna 1 | Wynik | Drużyna 2 | 1     | 2     | 3     | 4     | 5 | Widzów | * |
| ------ | ----- | --------- | ----- | --------- | ----- | ----- | ----- | ----- | - | ------ | - |
| 01.10. | 16:00 | Rumunia   | 3:0   | Węgry     | 25:17 | 25:18 | 25:15 |       |   | 800    | 1 |
| 09.10. | 18:00 | Węgry     | 3:1   | Rumunia   | 14:25 | 25:22 | 27:25 | 25:19 |   | 1100   | 2 |

| Data  | Godz. | Drużyna 1 | Wynik | Drużyna 2 | 1     | 2     | 3     | 4     | 5     | Widzów | * |
| ----- | ----- | --------- | ----- | --------- | ----- | ----- | ----- | ----- | ----- | ------ | - |
| 01.10 | 18:00 | Czechy    | 3:0   | Słowacja  | 25:14 | 25:20 | 25:15 |       |       | 1000   | 1 |
| 05.10 | 17:00 | Słowacja  | 3:2   | Czechy    | 26:28 | 25:19 | 23:25 | 25:22 | 15:10 | 950    | 2 |

| Data   | Godz. | Drużyna 1 | Wynik | Drużyna 2 | 1     | 2     | 3     | 4     | 5     | Widzów | * |
| ------ | ----- | --------- | ----- | --------- | ----- | ----- | ----- | ----- | ----- | ------ | - |
| 01.10. | 15:45 | Ukraina   | 2:3   | Hiszpania | 22:25 | 23:25 | 29:27 | 25:23 | 12:15 | 600    | 1 |
| 07.10. | 20:00 | Hiszpania | 1:3   | Ukraina   | 21:25 | 25:22 | 22:25 | 14:25 |       | 1200   | 2 |